# Soyuz TMA-7
Soyuz TMA-7 foi o vigésimo-oitavo voo à Estação Espacial Internacional de uma missão conjunta entre os Estados Unidos e a Rússia, realizado em 1 de outubro de 2005 e que transportou até a estação os integrantes da Expedição 12, o astronauta William McArthur e o cosmonauta Valery Tokarev, além do turista espacial Gregory Olsen, um empresário norte-americano.
Olsen permaneceu oito dias a bordo da ISS e retornou à Terra com a missão Soyuz TMA-6, junto com os membros da Expedição 11, que encerravam seu tempo de permanência na estação. McArthur e Tokarev retornaram da missão seis meses depois em companhia de Marcos Pontes, primeiro brasileiro no espaço, que subiu numa missão posterior, a TMA-8, e passou uma semana em órbita realizando experimentos científicos.

## Tripulação
Tripulação lançada na Soyuz TMA-7: (1 de outubro de 2005)
| Posição           | Tripulante       | Duração          | Pousou na   |
| ----------------- | ---------------- | ---------------- | ----------- |
| Comandante        | Valery Tokarev   | 189d 19h 52m 20s | Soyuz TMA-7 |
| Engenheiro de voo | William McArthur | 189d 19h 52m 20s | Soyuz TMA-7 |
| Turista espacial  | Gregory Olsen    | 9d 21h 14m 55s   | Soyuz TMA-6 |

Tripulação retornada na Soyuz TMA-7: (8 de abril de 2006)
| Posição                      | Tripulante                                   | Duração          | Lançou na   |
| ---------------------------- | -------------------------------------------- | ---------------- | ----------- |
| Comandante                   | Valery Tokarev                               | 189d 19h 52m 20s | Soyuz TMA-7 |
| Engenheiro de voo            | William McArthur                             | 189d 19h 52m 20s | Soyuz TMA-7 |
| Participante do voo espacial | Marcos Pontes Primeiro brasileiro no espaço. | 9d 21h 16m 52s   | Soyuz TMA-8 |

## Parâmetros da Missão
- Massa: 7 200 kg
- Perigeu: ~200 km
- Apogeu: ~252 km
- Inclinação: ~51.7°
- Período: ~88.7m

## Missão
A TMA-8 foi lançada do Cosmódromo de Baikonur as 03:55 UTC de 1 de outubro de 2005 levando dois membros da Expedição 12, que substituíram os astronautas John Phillips e Sergei Krikalev, da missão anterior.
O último membro da expedição, sempre composta de três tripulantes, Thomas Reiter, da Alemanha, foi lançado de Cabo Canaveral apenas em julho de 2006 na missão STS-121 do ônibus espacial, devido  atrasos técnicos e devido ao mau tempo e só pôde participar efetivamente da Expedição 13.
Este foi o último voo que cumpriu o acordo de rodízio firmado em 1996 entre os dois países, que exigia da Rússia a realização de 11 missões das Soyuz para transportar astronautas até a estação, equilibrando o número de viagens com os norte-americanos.
Após a reentrada, quando o paraquedas-piloto foi acionado a 10 km de altura o paraquedas principal demorou um pouco para abrir, o que causou uma certa preocupação entre a tripulação e poderia ser fatal caso o paraquedas principal tivesse demorado mais para ser acionado.

## Réplica
Uma empresa em Bauru está construindo uma réplica da cápsula que trouxe o Marcos Pontes de volta à Terra, mas erroneamente a descrevem como a Soyuz TMA-8.